# جوناثان إيفانوف
جوناثان إيفانوف (بالإسبانية: Jonathan Ivanoff)‏ هو لاعب كرة قدم أرجنتيني في مركز حراسة المرمى، ولد في 14 مايو 1989 في Quitilipi ‏ في الأرجنتين. لعب مع سارمينتو دي خونين.

## وصلات خارجية
- جوناثان إيفانوف على موقع قاعدة بيانات كرة القدم.إي يو (الإنجليزية)
- جوناثان إيفانوف على موقع Soccerway.com (الإنجليزية)